# Francis Coquelin
Francis Coquelin (Laval, 13 maggio 1991) è un calciatore francese, centrocampista del Nantes.

## Biografia
Nato a Laval in Francia, ma è originario dell'isola Riunione e del Senegal.

## Caratteristiche tecniche
Gioca prevalentemente come mediano ma può anche essere utilizzato come difensore. Per le sue entrate ed il modo in cui gioca, il suo nome è già stato accostato a due "big" francesi, ossia Claude Makélélé e Lassana Diarra.

## Carriera

### Club
Dopo aver militato nelle giovanili del Bourny e del Laval, il 1º luglio 2008 viene acquistato a titolo definitivo per un milione di euro dall'Arsenal, venendo aggregato alla squadra riserve. Dopo alcune stagioni in prestito in squadre come Lorient, Friburgo e Charlton, una volta ritornato nuovamente all'Arsenal nel 2014, diventando uno dei titolari ed uno dei beniamini della tifoseria dei Gunners.
L'11 gennaio 2018 passa al Valencia; mentre due anni dopo, il 12 agosto 2020, viene acquistato dal Villarreal, con cui firma un contratto quadriennale.
Con la maglia del sottomarino giallo onora tutti e quattro gli anni di contratto, aiutando la squadra a disputare e vincere una finale di UEFA Europa League nel 2020-2021 contro il Manchester Utd, rendendosi protagonista realizzando uno degli undici rigori decisivi per la conquista del trofeo.
Il 31 agosto 2024 rescinde il suo contratto col club.
Rimasto senza squadra per sei mesi, il 31 gennaio 2025 si trasferisce in Francia, firmando un contratto fino al giugno dello stesso anno con il Nantes.
A causa della propria forma fisica debutta per prima con la squadra riserve in National 3, l'8 febbraio 2025 contro lo Challans. Debutta poi in prima squadra il successivo 23 febbraio in occasione della vittoria per 3-1 contro il Lens, fornendo anche un assist.
Il 17 maggio segna la prima rete in maglia canarina, marcando una delle tre reti che permette al Nantes di superare per 3-0 il Montpellier.

## Statistiche

### Presenze e reti nei club
Statistiche aggiornate al 17 agosto 2025.
| Stagione          | Squadra           | Campionato        | Campionato | Campionato | Coppe nazionali | Coppe nazionali | Coppe nazionali | Coppe continentali | Coppe continentali | Coppe continentali | Altre coppe | Altre coppe | Altre coppe | Totale | Totale |
| Stagione          | Squadra           | Comp              | Pres       | Reti       | Comp            | Pres            | Reti            | Comp               | Pres               | Reti               | Comp        | Pres        | Reti        | Pres   | Reti   |
| ----------------- | ----------------- | ----------------- | ---------- | ---------- | --------------- | --------------- | --------------- | ------------------ | ------------------ | ------------------ | ----------- | ----------- | ----------- | ------ | ------ |
| 2008-2009         | Arsenal           | PL                | 0          | 0          | FACup+CdL       | 0+1             | 0               | UCL                | 0                  | 0                  | -           | -           | -           | 1      | 0      |
| 2009-2010         | Arsenal           | PL                | 0          | 0          | FACup+CdL       | 1+2             | 0               | UCL                | 0                  | 0                  | -           | -           | -           | 3      | 0      |
| 2010-2011         | Lorient           | L1                | 24         | 1          | CF+CdL          | 1+0             | 0               | -                  | -                  | -                  | -           | -           | -           | 25     | 1      |
| 2011-2012         | Arsenal           | PL                | 10         | 0          | FACup+CdL       | 3+3             | 0               | UCL                | 1                  | 0                  | -           | -           | -           | 17     | 0      |
| 2012-2013         | Arsenal           | PL                | 11         | 0          | FACup+CdL       | 2+3             | 0               | UCL                | 6                  | 0                  | -           | -           | -           | 22     | 0      |
| 2013-2014         | Friburgo          | BL                | 16         | 0          | CG              | 3               | 0               | UEL                | 5                  | 1                  | -           | -           | -           | 24     | 1      |
| lug.-nov. 2014    | Arsenal           | PL                | 0          | 0          | FACup+CdL       | 0+1             | 0               | UCL                | 0                  | 0                  | CS          | 0           | 0           | 1      | 0      |
| nov.-dic. 2014    | Charlton          | FLC               | 5          | 0          | FACup+CdL       | 0+0             | 0               | -                  | -                  | -                  | -           | -           | -           | 5      | 0      |
| dic. 2014-2015    | Arsenal           | PL                | 22         | 0          | FACup+CdL       | 5+0             | 0               | UCL                | 2                  | 0                  | CS          | -           | -           | 29     | 0      |
| 2015-2016         | Arsenal           | PL                | 26         | 0          | FACup+CdL       | 2+0             | 0               | UCL                | 6                  | 0                  | CS          | 1           | 0           | 35     | 0      |
| 2016-2017         | Arsenal           | PL                | 29         | 0          | FACup+CdL       | 3+1             | 0               | UCL                | 6                  | 0                  | -           | -           | -           | 39     | 0      |
| 2017-2018         | Arsenal           | PL                | 7          | 0          | FACup+CdL       | 0+2             | 0               | UEL                | 4                  | 0                  | CS          | 0           | 0           | 13     | 0      |
| Totale Arsenal    | Totale Arsenal    | Totale Arsenal    | 105        | 0          |                 | 29              | 0               |                    | 25                 | 0                  |             | 1           | 0           | 160    | 0      |
| gen.-giu. 2018    | Valencia          | PD                | 9          | 1          | CR              | 2               | 0               | -                  | -                  | -                  | -           | -           | -           | 11     | 1      |
| 2018-2019         | Valencia          | PD                | 26         | 0          | CR              | 5               | 0               | UCL+UEL            | 4+7                | 0                  | -           | -           | -           | 42     | 0      |
| 2019-2020         | Valencia          | PD                | 26         | 0          | CR              | 3               | 0               | UCL                | 6                  | 0                  | SS          | 1           | 0           | 36     | 0      |
| Totale Valencia   | Totale Valencia   | Totale Valencia   | 61         | 1          |                 | 10              | 0               |                    | 17                 | 0                  |             | 1           | 0           | 89     | 1      |
| 2020-2021         | Villarreal        | PD                | 22         | 0          | CR              | 3               | 0               | UEL                | 7                  | 0                  | -           | -           | -           | 32     | 0      |
| 2021-2022         | Villarreal        | PD                | 20         | 2          | CR              | 0               | 0               | UCL                | 8                  | 1                  | SU          | 0           | 0           | 30     | 3      |
| 2022-2023         | Villarreal        | PD                | 16         | 1          | CR              | 2               | 1               | UECL               | 7                  | 1                  | -           | -           | -           | 25     | 3      |
| 2023-2024         | Villarreal        | PD                | 17         | 0          | CR              | 1               | 0               | UEL                | 4                  | 0                  | -           | -           | -           | 22     | 0      |
| Totale Villarreal | Totale Villarreal | Totale Villarreal | 75         | 3          |                 | 6               | 1               |                    | 26                 | 2                  |             | 0           | 0           | 107    | 6      |
| gen.-giu. 2025    | Nantes 2          | N3                | 1          | 0          | -               | -               | -               | -                  | -                  | -                  | -           | -           | -           | 1      | 0      |
| gen.-giu. 2025    | Nantes            | L1                | 6          | 1          | CF              | -               | -               | -                  | -                  | -                  | -           | -           | -           | 6      | 1      |
| 2025-2026         | Nantes            | L1                | 1          | 0          | CF              | 0               | 0               | -                  | -                  | -                  | -           | -           | -           | 1      | 0      |
| Totale Nantes     | Totale Nantes     | Totale Nantes     | 7          | 1          |                 | 0               | 0               |                    | -                  | -                  |             | -           | -           | 7      | 1      |
| Totale carriera   | Totale carriera   | Totale carriera   | 294        | 6          |                 | 49              | 1               |                    | 73                 | 3                  |             | 2           | 0           | 418    | 10     |

## Palmarès

### Club

#### Competizioni giovanili
- FA Youth Cup: 1

Arsenal: 2008-2009

#### Competizioni nazionali
- Community Shield: 2

Arsenal: 2014, 2015
- Coppa d'Inghilterra: 2

Arsenal: 2014-2015, 2016-2017
- Coppa di Spagna: 1

Valencia: 2018-2019

#### Competizioni internazionali
- UEFA Europa League: 1

Villarreal: 2020-2021

### Nazionale
- Campionato d'Europa Under-19: 1

2010